# Bauda (Frombork)
Bauda (deutsch Baudehof) war ein Ort in der polnischen Woiwodschaft Ermland-Masuren. Seine Ortsstelle befindet sich im Gebiet der Stadt-und-Land-Gemeinde Frombork (Frauenburg) im Powiat Braniewski (Kreis Braunsberg).
Die Ortsstelle von Bauda liegt westseitig des Flusses Baude (polnisch Bauda) im Nordwesten der Woiwodschaft Ermland-Masuren, zehn Kilometer südwestlich der Kreisstadt Braniewo (Braunsberg).
Bei dem Ort handelte es sich um ein kleines Gehöft, das bis 1928 zum Gut Dom Frauenburg im gleichnamigen Amtsbezirk gehörte und danach bis 1945 ein Wohnplatz in der Stadt Frauenburg im ostpreußischen Kreis Braunsberg war.
Als 1945 in Kriegsfolge das gesamte südliche Ostpreußen an Polen fiel, erhielt Baudehof die polnische Namensform „Bauda“. Der Ort dürfte in der Stadt Frombork aufgegangen sein, wurde er doch in den Nachkriegsjahren und bis heute nicht mehr regulär genannt und gilt somit heute als untergegangen. Seine Ortsstelle ist kaum noch auszumachen. Sie befindet sich östlich der Woiwodschaftsstraße 505 zwischen Frombork und Baranówka (Schafsberg).
Kirchlich gehörte Baudehof bis 1945 zur römisch-katholischen Kirche in Frauenburg im damaligen Bistum Ermland und war außerdem in die evangelische Kirche Frauenburg in der Kirchenprovinz Ostpreußen der Kirche der Altpreußischen Union eingepfarrt.